# Olivrückenspecht
Der Olivrückenspecht (Gecinulus rafflesii, Syn. Dinopium rafflesii) ist eine Vogelart aus der Familie der Spechte (Picidae). Die mittelgroße Spechtart besiedelt Teile Südostasiens. Olivrückenspechte bewohnen ursprüngliche, feuchte bis nasse und dichte immergrüne tropische Laubwälder einschließlich Moorwäldern und Mangrove. Die in der unteren und mittleren Baumschicht an Baumstämmen, unteren Kronenästen, Jungbäumen und auch an liegendem Totholz gesuchte Nahrung besteht vorwiegend aus Ameisen und speziell deren Puppen sowie Termiten. Der Artepitheton wurde Thomas Stamford Raffles gewidmet.
Die Art ist in ihrem Areal generell nur lokal verbreitet und wenig häufig. Aufgrund der schnellen Zerstörung der primären Regenwälder im gesamten Verbreitungsgebiet ist der Bestand mit an Sicherheit grenzender Wahrscheinlichkeit rückläufig, der Olivrückenspecht wird von der IUCN daher als Art der Vorwarnliste („near threatened“) eingestuft.

## Beschreibung
Olivrückenspechte sind mittelgroße Spechte mit einer ausgeprägten Federhaube, einem recht weichen, langen und etwas nach unten gebogenen Schwanz und einem mittellangen, meißelförmig zugespitzten und an der Basis schmalen Schnabel. Der Schnabelfirst ist leicht nach unten gebogen. Die Körperlänge beträgt 26–28 cm, das Gewicht etwa 76–119 g. Sie sind damit deutlich größer, aber nur wenig schwerer als ein Buntspecht. Die Art ist kontrastreich gefärbt und zeigt hinsichtlich der Färbung einen deutlichen Geschlechtsdimorphismus.
Bei Männchen der Nominatform ist der oberste Rücken schwarz. Die gesamte übrige Oberseite des Rumpfes einschließlich Bürzel und Oberschwanzdecken ist dunkel olivgrün mit bronzefarbenen oder gelblichen Federspitzen, Bürzel und Oberschwanzdecken zeigen gelegentlich auch orange und selten blass rötliche Spitzen. Die Oberflügeldecken sind ähnlich gefärbt, aber mehr bronzefarben oder gelblich olivgrün. Die Schwingen sind bräunlich schwarz, die Armschwingen haben gelbgrüne Außenfahnen und alle Schwingen sind auf den Innenfahnen weiß gefleckt. Die Schwanzoberseite ist schwarz, die Unterseite oliv-schwarz. Die gesamte Unterseite des Rumpfes ist von der unteren Kehle bis zu den Unterschwanzdecken fast einfarbig oliv bis gräulich-oliv, oft mit einem rostbraunen Ton. Die Flanken sind meist kräftig weiß gefleckt. Die Unterflügel sind auf dunkelbraunem Grund weiß gefleckt.
Stirn, Oberkopf und Haube sind rot mit beigen Federbasen, die Rotfärbung ist nach unten schmal schwarz begrenzt. Ein breiter, weißer Überaugenstreif zieht sich vom oberen Augenrand bis zum Nacken. Darunter verläuft ein breiter schwarzer Augenstreif am hinteren Augenrand beginnend bis zum Nacken. Der gelblich beige Zügelstreif beginnt an der Schnabelbasis, geht in Weiß über und zieht sich nach hinten unterhalb der Ohrdecken entlang, wird dann sehr breit und verläuft als weißes Band über die Halsseiten bis zu den oberen Brustseiten. Der an der unteren Schnabelbasis beginnende zimtbraune, gelbliche oder rostgelbe Bartstreif geht etwa unterhalb der Ohrdecken in Schwarz über und setzt sich dann als schwarze vordere Begrenzung der weißen Halsseiten ebenfalls bis zur oberen Brust fort. Der Nacken ist wie der oberste Rücken schwarz; Kinn und obere Kehle sind wie der Bartstreif beige-zimtbraun, gelblich oder rostgelb.
Der Schnabel ist grau bis grauschwarz, Beine und Zehen sind blaugrau oder grau. Die Iris ist dunkel rotbraun.
Beim Weibchen fehlt die rote Kopfpartie; Oberkopf und Haube sind schwarz, die Stirn mehr oliv oder beige. Die Haube ist außerdem etwas kleiner als beim Männchen.

## Systematik
Die Art ist sehr variabel, es werden jedoch nur zwei Unterarten anerkannt, die sich lediglich in der Größe deutlich unterscheiden:
- Dinopium rafflesii rafflesii  (Vigors, 1830)  – größter Teil des Verbreitungsgebietes. Flügellänge 137–149 mm, Gewicht 87–119 g.
- Dinopium rafflesii dulitense Delacour, 1946 – Borneo. In allen Maßen kleiner als Nominatform, Flügellänge 119–139 mm, Gewicht 76–84 g.

## Lautäußerungen
Häufigste Rufe sind einzelne „tschäk“-Laute und schnell gereihte Serien dieser Laute, die in zwei Versionen geäußert werden. Ein langsames „tschäktschäktschäk-tschäk“ aus 6 bis 34 in Schnelligkeit und Tonhöhe variierenden Lauten und manchmal mit einem Einzelruf abgeschlossen dient offenbar der Verständigung der Paarpartner. Eine ähnliche, etwa 1,5 mal so schnell und gleichmäßiger vorgetragene Rufreihe mit 10 bis 50 Lauten wird wohl vor allem zur Revierabgrenzung eingesetzt. Diese Rufreihen sind denen des europäischen Grünspechts nicht unähnlich. Bei innerartlichen Auseinandersetzungen wird gelegentlich ein leises „tsch-wiii, tsch-wiii, tsch-wiii“ geäußert, weiterhin sind ein weiches, fast trillerndes „ti-i-i-i“ und ein quietschendes „tiririt“ bekannt. Die Art trommelt offenbar nicht, aber brütende Vögel klopfen gelegentlich mit dem Schnabel regelmäßige Serien mit 10–12 Hieben.

## Verbreitung und Lebensraum
Diese Spechtart besiedelt Teile Südostasiens. Das stark zergliederte Verbreitungsgebiet reicht in West-Ost-Richtung vom Süden Myanmars bis in den Osten Borneos, in Nord-Süd-Richtung vom Süden Myanmars bis zur Südspitze Sumatras. Die Größe des Gesamtverbreitungsgebietes beträgt etwa 1.030.000 km².
Olivrückenspechte bewohnen ursprüngliche, nasse und dichte immergrüne tropische Laubwälder einschließlich Moorwäldern und Mangrove. Sie meiden gewöhnlich Sekundärwald und Rodungsflächen. Die Tiere sind weitgehend auf das Flach- und Hügelland beschränkt, die Höhenverbreitung reicht bis etwa 1200 m, auf Borneo auch bis 1600 m.

## Ernährung
Die in der unteren und mittleren Baumschicht an Baumstämmen, unteren Kronenästen, Jungbäumen und auch an liegendem Totholz gesuchte Nahrung besteht vorwiegend aus Ameisen und speziell deren Puppen sowie Termiten. Die Nahrungssuche erfolgt vor allem durch Ablesen, seltener durch Hacken.

## Fortpflanzung
Olivrückenspechte leben einzeln oder in Paaren, die Partner halten durch Rufe Kontakt miteinander. Die Brutzeit ist kaum bekannt und je nach Verbreitungsgebiet wohl unterschiedlich, auf Borneo wurden brütende Vögel im Oktober, auf der Malaiischen Halbinsel im April und Mai beobachtet. Die Höhlen werden auch in gesundem Holz angelegt. Beide Eltern beteiligen sich an Höhlenbau und Bebrütung, das Männchen ruht in der Bruthöhle. Weitere Angaben zur Brutbiologie liegen bisher nicht vor.

## Bestand und Gefährdung
Angaben zur Größe des Weltbestandes gibt es nicht. Die Art ist in ihrem großen Areal generell nur lokal verbreitet und wenig häufig. In den letzten Jahrzehnten wurden die Wälder in den Niederungen der Großen Sundainseln mit sehr hoher Geschwindigkeit zerstört, Ursachen hierfür sind unter anderem der ausufernde illegale Holzeinschlag und die Umwandlung in landwirtschaftliche Nutzflächen. Dabei wurden alle verbleibenden Bestände mit wertvollem Nutzholz Ziel dieser Holzeinschläge, auch innerhalb von Schutzgebieten. Der Bestand des Olivrückenspechts ist daher mit an Sicherheit grenzender Wahrscheinlichkeit rückläufig, auch wenn es zum Ausmaß dieses Rückgangs keine konkreten Daten gibt. Er wird von der IUCN daher als Art der Vorwarnliste („near threatened“) eingestuft.